# رودولفو ریوادمار
رودولفو ریوادمار (اسپانیایی: Rodolfo Rivademar‎; ۱۹ اکتبر ۱۹۲۷ – ۱۵ اکتبر ۲۰۱۳) قایقران قایق بادبانی اهل آرژانتین بود.